# Ordensburg Tilsit

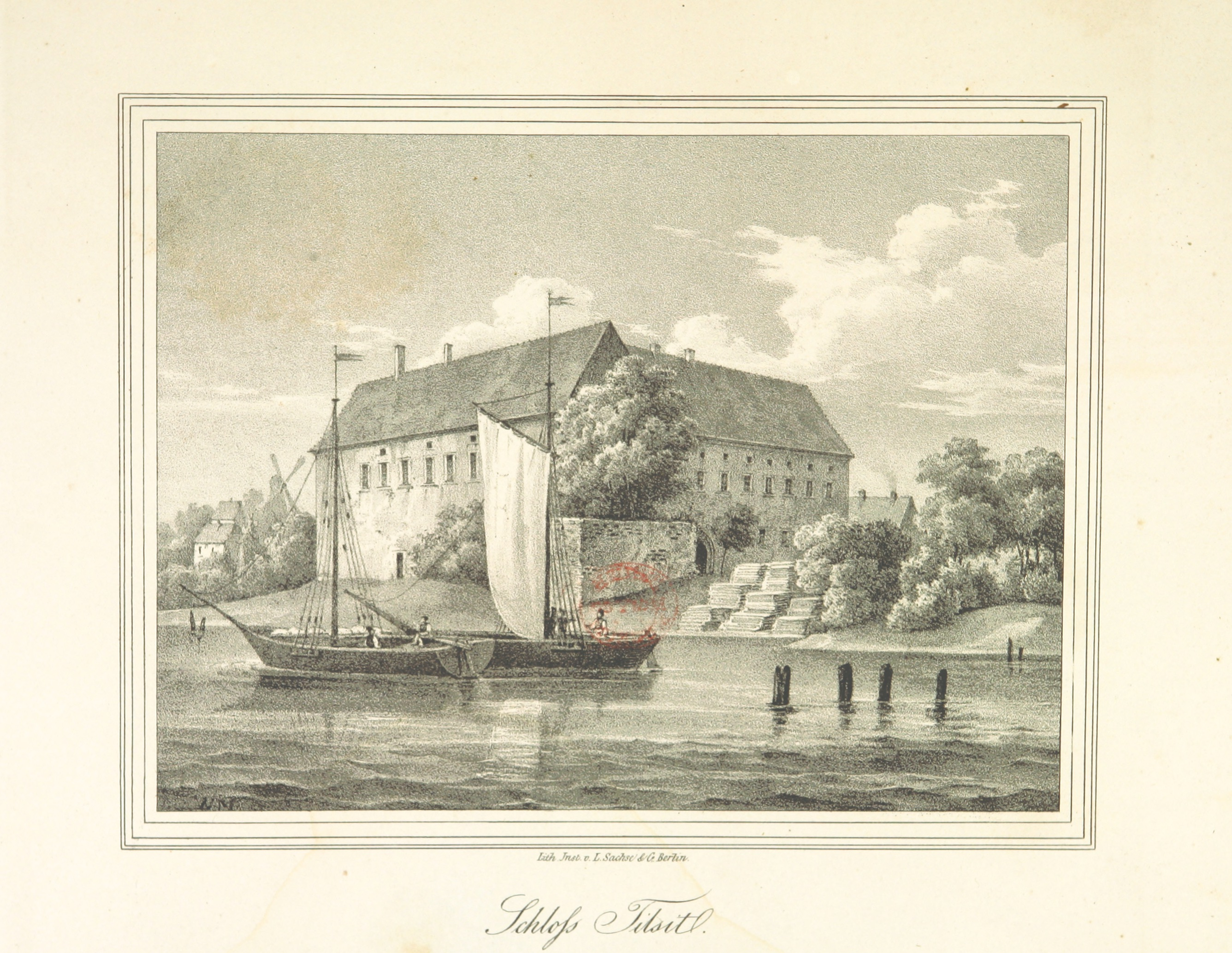
Schloss Tilsit (1833) mit Resten einer Bastion, davor eine Wittine auf der Memel

Die Ordensburg Tilsit war eine 1410 fertiggestellte Burg des Deutschen Ordens in Tilsit. Durch die Errichtung von Bastionen im 16. oder 17. Jh. wurde die Burg zu einer festungsartigen Anlage erweitert. Heute stehen von ihr nur noch die Außenmauern des Haupthauses.

## Geschichte
Nach der Eroberung Schalauens  durch den Deutschen Orden befestigte dieser das linke Ufer der Memel mit Holzbauten: die Burgen Ragnit, Kaustritten und Splitter. Diese wurden 1365 von Litauern zerstört. An Stelle der Burg Splitter, die kurzzeitig wieder aufgebaut wurde, begann der Orden 1404 die Vorarbeiten mit dem Bau einer Ziegelei. Konrad von Jungingen nahm den Danziger Maurer Hannus Bollen am 26. Dezember 1406 für den Bau der Burg Ragnit und der Burg Tilsit unter Vertrag. Unter der Leitung des Ordensbaumeisters Niclaus Fellenstein entstand zwischen der Memel und der Tilse das Ordenshaus. Das „Hus“ hieß nach dem dort mündenden Fluss „Tylsat“.
Als eine der letzten Wehranlagen im Deutschordensstaat wurde die Burg 1410 fertiggestellt. Am 8. Februar 1411 überfielen Žemaiten die Burg. Sie erschlugen zwei Ordensbrüder und sieben Schalauer. Die Burg wurde niedergebrannt und ausgeplündert. Mehr als ein Jahrhundert später von Albrecht von Hohenzollern erneuert, wurde sie 1537 zum Amtssitz des Pflegers gemacht. In der Ämterhierarchie des Deutschen Ordens stand dieser Provisor unter Komtur und Vogt. Mit seinem Kollegen auf der Burg Labiau gehörte er zum Konvent der Komturei Ragnit.
1695 finden sich erste Darstellungen der Bastionen auf dem Tilsiter Schützenschild. 1738 wurde eine Steinbrücke über den Burggraben gebaut. Als die Burg ihre strategische Bedeutung verlor, wurde sie 1805 für 16.500 Taler an sechs Tilsiter Kaufleute verkauft. Seit 1873 als Papierfabrik genutzt, fiel sie am 27. Dezember 1876 einem Brand zum Opfer. 1881 erhielt die Fa. I. C. Keyser die Konzession für den Bau einer Kalkbrennerei in den Mauern der alten Burg. Der auf einer Bastion gebaute Schornstein steht noch.
Die Außenmauern des Haupthauses aus dem Jahre 1407 überstanden nicht nur die beiden großen Brände, sondern auch die Besetzung der Stadt im Sommer 1914 und die Eroberung Tilsits 1945. Sie sind aus großen Handstrichziegeln errichtet. Hartgebrannte, glasierte Backsteine sind in großen Rauten als Zierde eingefügt. Die alten Rundbogen der Türen und Fenster sind deutlich zu erkennen.
Charlotte Keyser hat viel über das „Schloss an der Memel“ geschrieben.

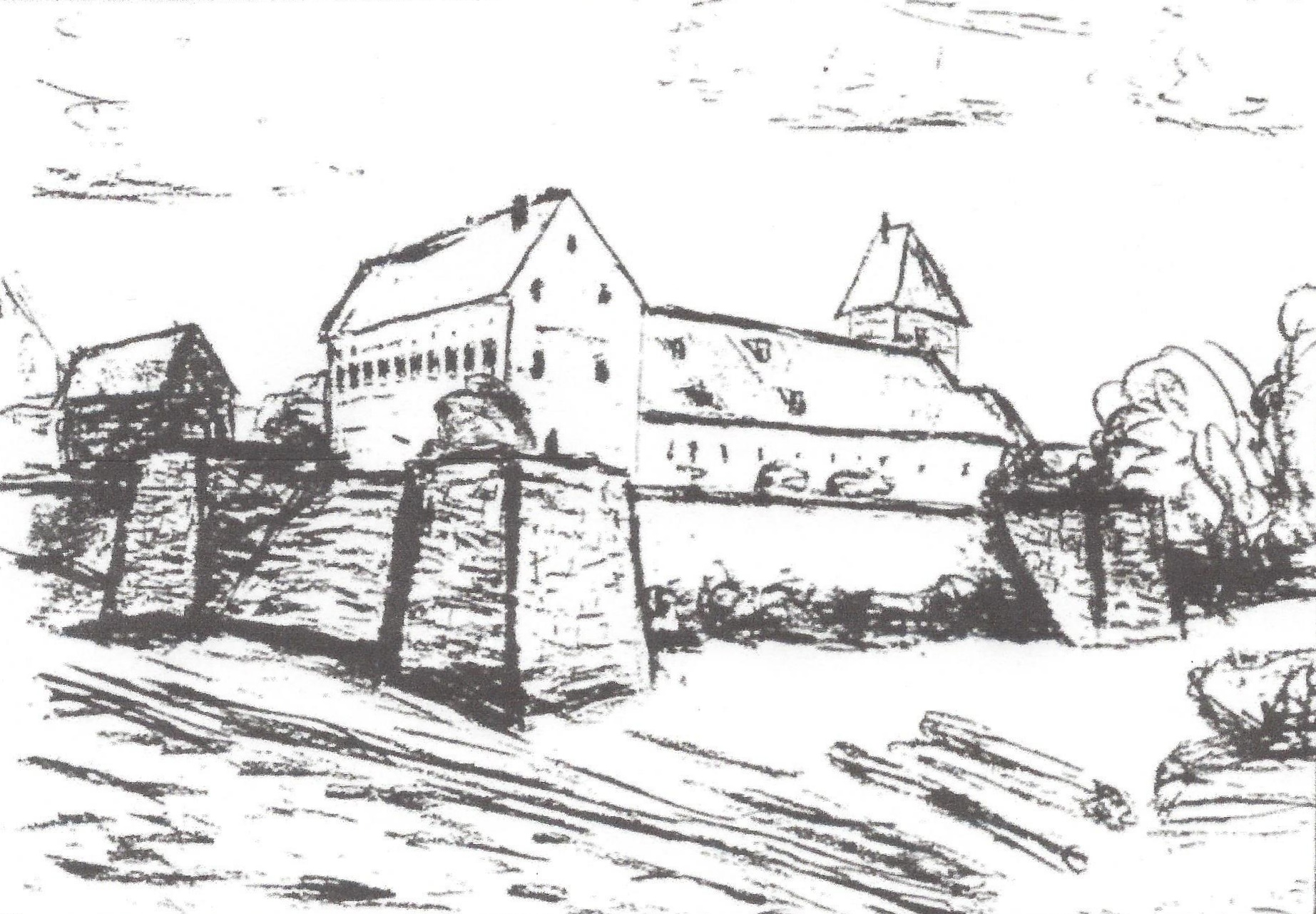
Bastionierte Ordensburg Tilsit (Egon Janz, 1993)
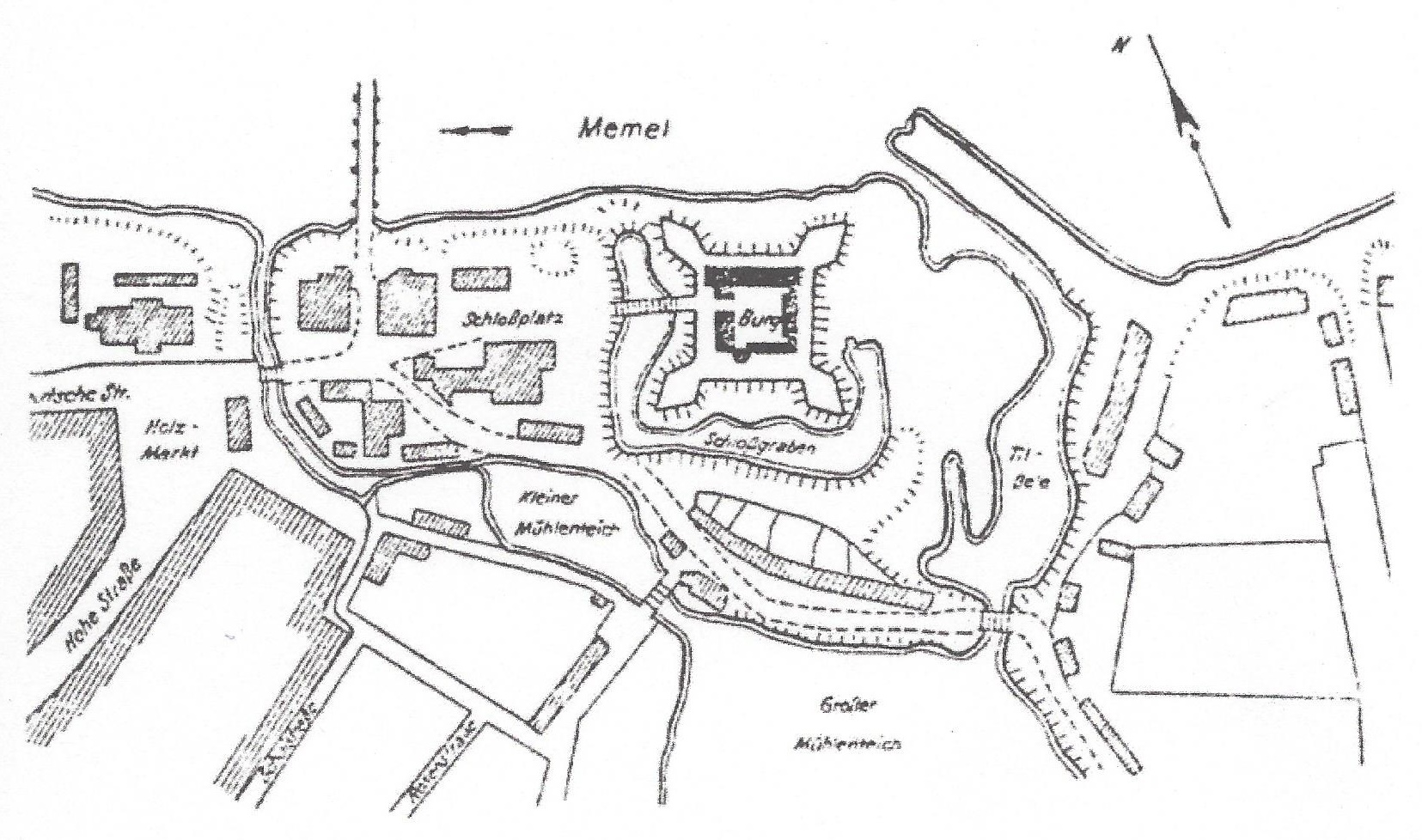
Burg Tilsit (mit Bastionen), Keimzelle Tilsits (W. Thalmann)
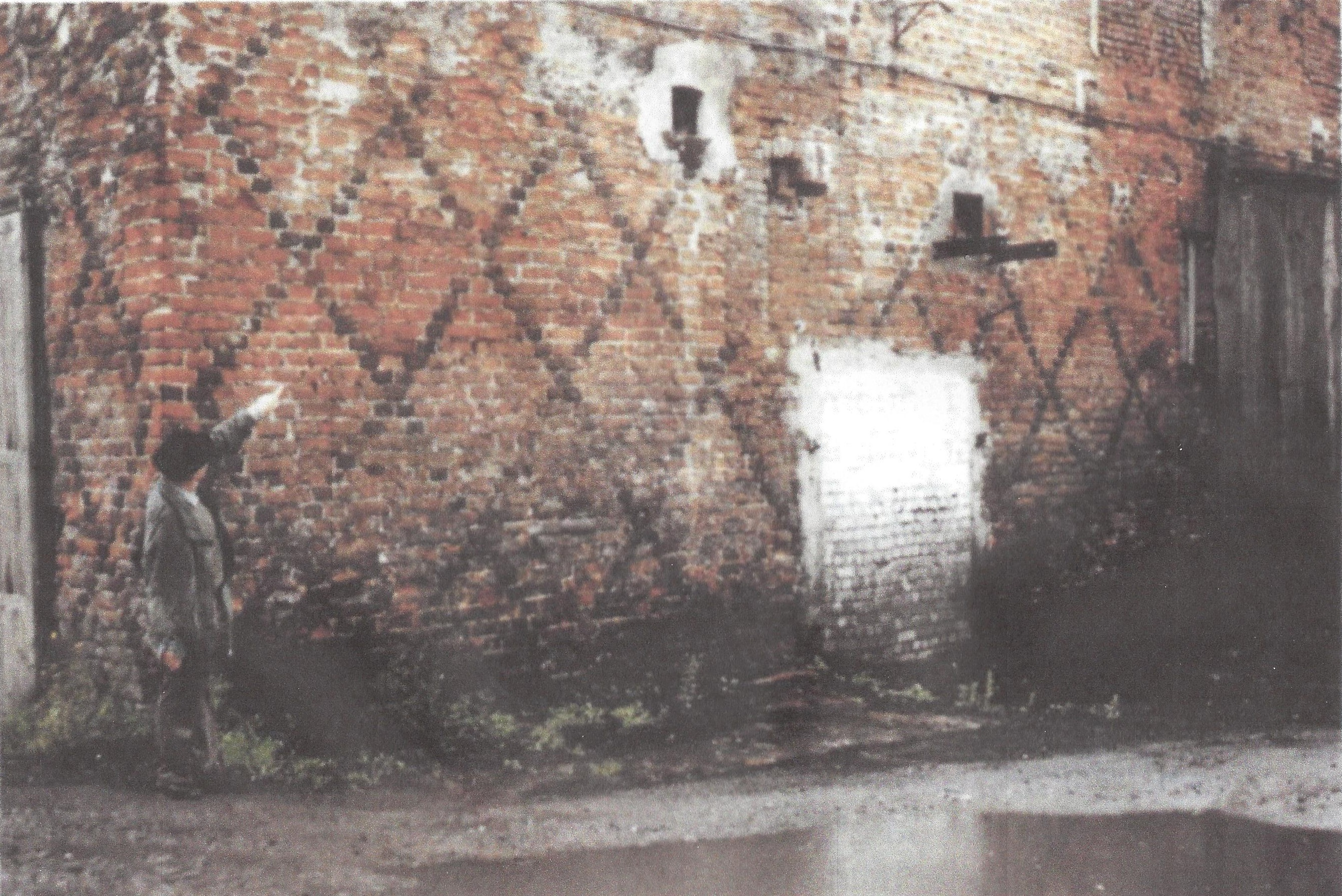
Außenmauern (1993)